# Manifestations du 15 octobre 2011
 (octobre 2011).
Si vous disposez d'ouvrages ou d'articles de référence ou si vous connaissez des sites web de qualité traitant du thème abordé ici, merci de compléter l'article en donnant les références utiles à sa vérifiabilité et en les liant à la section « Notes et références ».
Les manifestations du 15 octobre 2011, avec pour sigle 15-O, sont des manifestations pacifiques et occupations de lieux, dans le monde entier, et qui étaient programmées le 15 octobre 2011 dans 1 051 villes de 90 pays du monde. Décidées en Espagne au printemps durant le mouvement des Indignés par la plateforme Democracia Real Ya et préparées en coordination avec d’autres collectifs, dont le mouvement Occupy Wall Street, grâce à l’utilisation d’internet. Au total, près d’un millier de manifestations, rassemblant plusieurs millions de personnes, ont eu lieu[réf. nécessaire].

## Déroulement

### En Europe

#### Espagne
Des dizaines de villes espagnoles ont connu une mobilisation. Parmi elles, les manifestations de Madrid et de Barcelone ont été les plus importantes par le nombre de participants, et la Puerta del Sol à Madrid redevient le centre névralgique du mouvement. Europa Press et les organisateurs annoncent qu’environ 500 000 personne étaient présentes ; il n’y a pas de chiffres officiels,,. À Barcelone, le nombre de participants est estimé entre 60 000 (chiffres officiels) et 400 000 selon les organisateurs. À Valence, on compte environ 100 000 manifestants.
Les rassemblements de villes comme Saint-Sébastien,, Saragosse (50 000 personnes selon les organisateurs), Séville (45 000), Palma (25 000), Alicante (20 000), Malaga (35 000), Mieres (15 000) et Murcie (15 000) sont parmi les plus importantes.

#### Belgique
Les Indignés de toute l’Europe avaient rejoint Bruxelles pour déposer leurs exigences auprès de l’Union européenne, parcourant les rues de la capitale européenne pour une marche suivie par des milliers de participants européens voulant montrer leur unité face à « un système qui opprime tous les citoyens ».
Une centaine d’Indignés ayant participé aux marches vers Bruxelles étaient arrivés la semaine précédente après deux mois et demi de marche pédestre, et s’étaient installés dans une ancienne université mise à disposition par la ville en échange de l’abandon des tentatives de campement dans les parcs ou sur les places de la ville. D’autres sympathisants du mouvement, de toutes nationalités mais principalement belges, français, hollandais et allemands, s’étaient rassemblés toute la semaine pour atteindre le millier, selon les organisateurs.

#### France
Environ 1 500 personnes participent à une assemblée populaire à Paris. L'occupation de la place de l’Hôtel de ville de Paris est un succès pour le mouvement local. Plusieurs colonnes ont convergé des gares de la capitale vers la place. La presse parle de « centaines de manifestants » alors que les manifestants parlent de minimisation[réf. nécessaire].

#### Italie
Plus de 200 000 personnes participent à Rome à une manifestation, la plus importante d’Italie et une des principales d’Europe. C’est durant cette manifestation que se produisent les seuls incidents violents notables de la journée, qui impliquent un groupe de 500 personnes et se soldent par environ 70 blessés et une intervention policière,. 
Le cortège part vers 14 h 00 de la place de la République, et les premiers incidents commencent presque aussitôt, quand une cinquantaine de personnes mettent le feu à une voiture et prennent d’assaut les commerces de la zone. Pendant la bataille, distincte de la manifestation principale, une voiture de police prend feu et le siège abandonné d’une administration du ministère de la Défense est pris d’assaut, ainsi qu’une église, où des images religieuses sont détruites. La basilique Saint-Jean de Latran ouvre ses portes pour abriter les manifestants fuyant les affrontements,,.

### Amérique

#### États-Unis d’Amérique
Des manifestations ont lieu depuis le 17 septembre à New-York, et se sont étendues depuis le 27 à d’autres villes (Boston, Toronto, Los Angeles, San Francisco, Portland et Chicago). À Wall Street, la manifestation rassemble au moins 20 000 personnes.

#### Chili
Plus de 10 000 personnes se rassemblent à Santiago et la manifestation s’achève par une performance artistique prévue par les organisateurs. Le cortège rassemble principalement des travailleurs et des étudiants, ces derniers étant mobilisés depuis mai 2011.

#### République dominicaine
À Saint-Domingue et Santiago de los Caballeros, les principales villes du pays, des foyers de mobilisation enregistrent jusqu’à 1 500 personnes. Au niveau mondial, cette mobilisation n’est pas très importante, mais elle marque une borne dans le mouvement social dominicain, car c’est la première manifestation du pays dans un cadre mondial, ni régional ni national[réf. nécessaire].
Outre les sujets de revendication du reste du monde, le 15-Octobre est l’occasion d’appuyer le mouvement « 4 % du PIB pour l’éducation », et contre la présence de la compagnie minière canadienne "Barrick Gold" à Pueblo Viejo, Bonao.

## Tableau des villes participantes

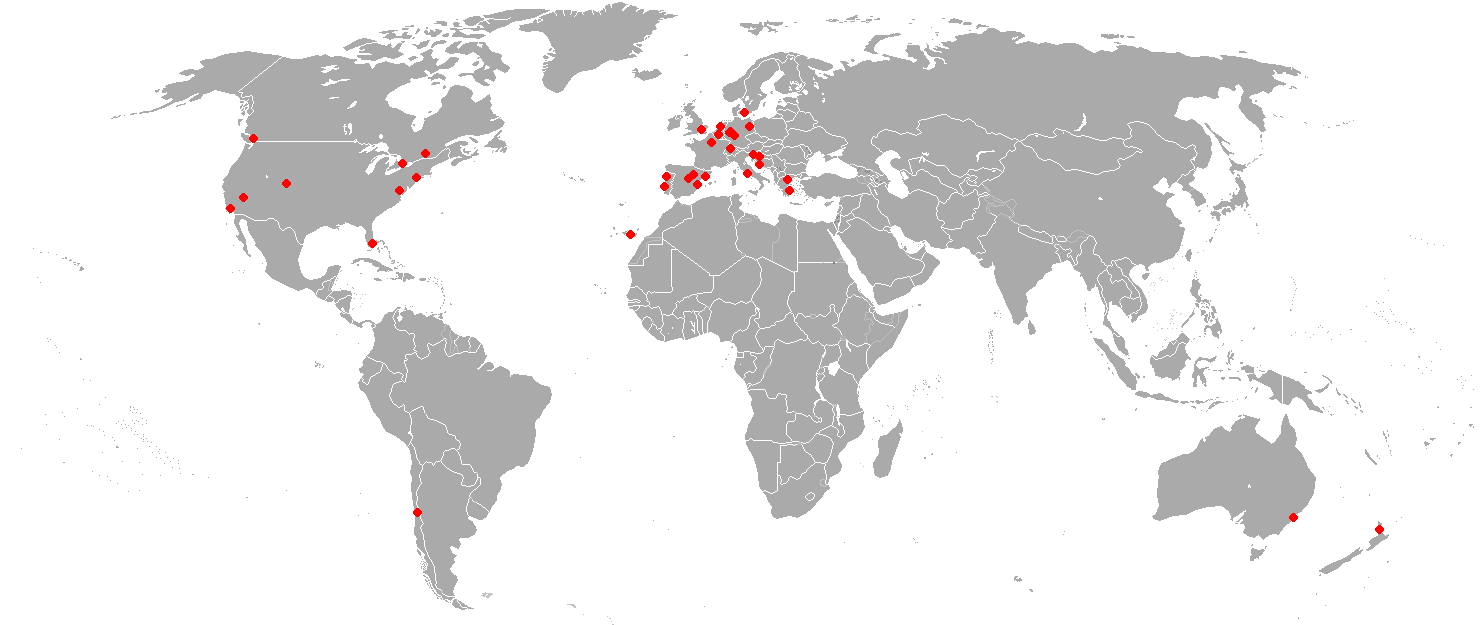
Villes ayant rassemblé plus de mille manifestants.

| Ville                             | Nombre de manifestants | Source           |
| --------------------------------- | ---------------------- | ---------------- |
| Madrid                            | 500 000                | [ 3 ]            |
| Barcelone                         | 60 000-400 000         | ,                |
| Rome                              | 100 000-300 000        | ,                |
| Valence                           | 100 000                | [ 19 ]           |
| Lisbonne                          | 20 000-100 000         | ,                |
| Santiago du Chili                 | 10 000-100 000         | [ 21 ]           |
| New York                          | 35 000-50 000          | ,                |
| Saragosse                         | 40 000                 | [ 24 ]           |
| Malaga                            | 40 000                 | [ 25 ]           |
| Cordoue                           | 6 000                  | [ 26 ]           |
| Palma                             | 25 000-30 000          |                  |
| Murcie                            | 15 000                 | [ 27 ]           |
| Berlin                            | 5 000-10 000+          | ,                |
| Zagreb                            | 5 000-10 000           | [ 29 ]           |
| Bruxelles                         | 6 000-7 000            | [ 30 ]           |
| Grenade                           | 17 000+                | [ 31 ]           |
| Las Palmas de Gran Canaria        | 4 000-6 000            | ,                |
| Francfort                         | 5 000+                 | [ 34 ]           |
| Porto                             | 5 000                  | [ 35 ]           |
| Los Angeles                       | 5 000                  | [ 22 ]           |
| Carthagène                        | 4 000-5 000            | [ 36 ]           |
| Londres                           | 3 000-5 000            | [ 37 ]           |
| Huelva                            | 4 000                  | [ 31 ]           |
| Ciudad Real                       | 2 000                  | [réf. souhaitée] |
| Almeria                           | 3 000-4 000            | [ 31 ]           |
| Ljubljana                         | 3 000-4 000            | ,                |
| Athènes                           | 2 000-4 000            | ,                |
| Auckland                          | 3 000                  | [ 41 ]           |
| Vancouver                         | 3 000                  | [ 42 ]           |
| Jerez de la Frontera              | 2 500-3 000            | [ 43 ]           |
| Salamanque                        | 2 000-3 000            | [ 44 ]           |
| Toronto                           | 1 000-3 000            | ,                |
| Copenhague                        | 1 000-3 000            | ,                |
| Dusseldorf                        | 2 400                  | [ 47 ]           |
| Amsterdam                         | 2 000                  | [ 20 ]           |
| Sydney                            | 2 000                  | [ 22 ]           |
| Salonique                         | 2 000                  | [ 40 ]           |
| Paris                             | 1 000-2 000            | ,                |
| Washington (district de Columbia) | 1 000-2 000            | ,                |
| Cologne                           | 1 500                  | [ 48 ]           |
| Jaén                              | 1 100-1 400            | [ 49 ]           |
| Split                             | 1 000+                 | [ 50 ]           |
| Montréal                          | 1 000+                 | [ 51 ]           |
| Miami                             | 1 000+                 | [ 52 ]           |
| Las Vegas                         | 1 000+                 | [ 53 ]           |
| Toulouse                          | 500-1 000              | [ 54 ]           |
| Santiago de los Caballeros        | 1 400 (inex.)          | [ 55 ]           |
| Saint-Domingue                    | 800 (inex.)            | [ 56 ]           |
| Buenos Aires                      | 800                    | [ 57 ]           |
| La Haye                           | 700                    | [ 58 ]           |
| Ottawa                            | 600                    | [ 40 ]           |
| Séoul                             | 600                    | [ 16 ]           |
| Concepción                        | 500 (prelim.)          | [ 16 ]           |
| Lima                              | 500                    | ,                |
| Lincoln                           | 500                    | [ 59 ]           |
| Zurich                            | 500                    | [ 16 ]           |
| Grenoble                          | 500                    | [ 60 ]           |
| Stockholm                         | 200-500                | ,                |
| Cadix                             | 400                    | [ 31 ]           |
| La Serena                         | 400                    | [ 62 ]           |
| Dublin                            | 400                    | [ 63 ]           |
| Maribor                           | 400                    | [ 39 ]           |
| Winnipeg                          | 400                    | [ 64 ]           |
| Hanovre                           | 300+                   | [ 39 ]           |
| Genève                            | 300                    | [ 65 ]           |
| Koper                             | 300+                   | [ 39 ]           |
| Rijeka                            | 300                    | [ 50 ]           |
| Tokyo                             | 200-300                | [ 16 ]           |
| Mexico                            | 250                    | [ 16 ]           |
| Monterrey                         | 100                    | [ 66 ]           |
| Varsovie                          | 100-200                | [ 67 ]           |
| Hong Kong                         | 200                    | [ 34 ]           |
| Marseille                         | 200                    | [ 68 ]           |
| Prague                            | 200                    | [ 41 ]           |
| São Paulo                         | 200                    | [ 16 ]           |
| Valparaíso                        | 200 (prelim.)          | [ 69 ]           |
| Arica                             | 200                    | [ 70 ]           |
| Copiapó                           | 200                    | [ 71 ]           |
| Valdivia                          | 200                    | [ 72 ]           |
| Montpellier                       | 200                    | [ 73 ]           |
| Umeå                              | 200                    | [ 74 ]           |
| Belgrade                          | 100-200                | [ 75 ]           |
| Helsinki                          | 150                    | [ 76 ]           |
| Rio de Janeiro                    | 150                    | [ 16 ]           |
| Goiânia                           | 150                    | [ 16 ]           |
| Pula                              | 150                    | [ 77 ]           |
| Sarajevo                          | 100-150                | [ 78 ]           |
| Manille                           | 100                    | [ 16 ]           |
| Dijon                             | 100                    | [ 79 ]           |
| Nantes                            | 100                    | [ 60 ]           |
| Bayonne                           | 100 - 120              | [ 80 ]           |
| Tel Aviv                          | 100                    | [ 16 ]           |
| Quito                             | 100                    | [ 57 ]           |
| Curitiba                          | 100                    | [ 81 ]           |
| Taipei                            | 100                    | [ 16 ]           |
| Kuala Lumpur                      | 100                    | [ 82 ]           |
| Podgorica                         | 50-100                 | [ 83 ]           |
| Montevideo                        | 80                     | [ 16 ]           |
| Bogota                            | 70                     | [ 16 ]           |
| Managua                           | 60                     | [ 16 ]           |
| Johannesburg                      | 50                     | [ 84 ]           |
| Auch                              | 50                     | [ 85 ]           |
| Pau                               | 40                     | [ 86 ]           |
| La Réunion                        | 30                     | [ 87 ]           |
| Rostock                           | 10-30                  | [ 88 ]           |
| Campinas                          | 20                     | [ 89 ]           |
| Rochefort                         | 20                     | [ 90 ]           |
| Le Caire                          | 20                     | [ 16 ]           |
| Strasbourg                        | 500-1 000              | ,                |
| Sheffield                         | 25                     | [ 96 ]           |
| Alicante                          | 20 000                 | [ 97 ]           |
| Villena                           | 350                    | [ 98 ]           |
| Perpignan                         | 110                    | [ 99 ]           |
| Ségovie                           | +400                   | [ 100 ]          |